# Samostan Likir
Samostan Likir ali Likir Gompa (Klud-kyil) je budistični samostan v Ladaku, v Severni Indiji. Nahaja se na nadmorski višini 3.700 m, približno 52 km zahodno od mesta Leh. Zgrajen je na manjšem hribu nad dolino, v vasi Likir blizu toka reke Ind okoli 9.5 km severno ob cesti iz Šrinigarja v Leh.
Čeprav je danes Likir relativno izoliran, je bil včasih na glavni trgovski poti preko Tingmosgang, Hemis in Likirja do Leha.

## Zgodovina
Likir je prvič omenjen v kronikah Ladaka, kot samostan, ki ga je ustanovil kralj Lašen Gjalpo (La-šen-rgjal-po) leta 1065. Na začetku je pripadal zgodnjemu redu Kadampa Tibetanskega  budizma. Kralj je zbral nekaj sto menihov (lam) in prosil lamo Grbb-dbang čos-rdže naj izbere mesto za izgradnjo samostana. Na začetku je bilo mesto na katerem so postavili samostan obkrožen z dvema velikima kačjima duhovoma (Nag-radža Nanpo in Taksako).
V 15. stoletju je bil samostan obnovljen s pomočjo Kas-grub-dže in podeljen meniškemu redu velikega lame Tsong-kha-pa.  Stare zgradbe so bile uničene v požaru po 15. stoletju. Sedanje samostanske zgradbe so iz 18. stoletja. Novi »Gonkhand« so zgradili leta 1983.
Samostan od daleč izgleda zelo podobno kot palača Potala v Lasi v Tibetu. Trenutno v samostanu živi okoli 120 budističnih menihov.

## Notranjost samostana
- Pogled na Samostan Likir, Ladak, Indija.
- Izgled Samostana Likir, Ladak, Indija.
- Izobešene molilne zastave na 23 m visokem kipu Maitreje.
- Pogled od strani na kip Maitreje. Samostan Likir
- Kip Maitreje od blizu. Samostan Likir
- Mahakala thangka v Likirju.

V samostanu hranijo čudovite tanke, lončeno posodo in izrezljane lesene stole poleg čudovitih stenskih poslikav in štukatur. Samosstan Likir že dolgo časa služi naslednjim reinkarnacijam Narisa Rinpočeja. V samostanu je tudi zaščitniško božanstvo, ki stoji v zlatem oklepu. V samostanu sta dve Dukhangi (zborni dvorani), ena od njih je relativno nova. Starejša je na desni strani osrednjega samostanskega dvorišča in obsega šest vrst sedežev za lame. Znotraj tega Dukhanga so kipi Bodhisatve, Amitabhe (Zahodnega Bude), Šakjamuni (zgodovinski Buda), Maitreje (Prihodnji Buda ali Buda sočutja) in Tsong-kha-pa (ustanovitelj sekta rumenih klobukov). Ko izstopite iz tega Dukhanga, boste videli novi Dukhang, diagonalno nasproti vhoda na dvorišče. Glavna podoba v novem Dukhangu je Avalokitesvara s 1000 rokami in 11 glavami.